# Paolo Ordanini
Paolo Ordanini (Milano, 18 agosto 1931 – Ispra, 16 marzo 2023) è stato un pianista, vibrafonista e sassofonista italiano.

## Biografia
Inizia in tenera età lo studio del pianoforte ed a quindici anni, in un periodo difficile per l'Italia, ma soprattutto per Milano, uscita stremata e semidistrutta dalla guerra, Ordanini, per mantenersi agli studi, suona regolarmente la fisarmonica con orchestre da ballo formate da musicisti della Rai.
Studente di liceo e poi di Ingegneria al Politecnico, si accorge che quella che è stata da sempre una passione può (e deve) diventare la professione della sua vita.
Da qui la decisione di intraprendere quella che sarà una carriera che gli regalerà soddisfazioni e riconoscimenti.
All'età di venticinque anni, Paolo Ordanini entra a far parte del complesso dei Rocky Mountains, formazione di musica country e jazz assai conosciuta in ambito milanese negli anni cinquanta.
Dopo diversi anni di esibizioni al famoso Santa Tecla, allora tempio del jazz meneghino (dove Ordanini suonava il vibrafono), i Rocky Mountains si scindono.
A quel punto, nel 1958, Paolo Ordanini con Bruno De Filippi e Tony Dallara dà vita a I Campioni, gruppo storico nel panorama della musica leggera italiana.
Nella band, Ordanini è pianista, organista, sassofonista e anche voce in falsetto.
Nel 1963, entra nella formazione come chitarrista un giovanissimo e riccioluto ragazzo proveniente dalla provincia di Rieti.
Si tratta di Lucio Battisti, che rimarrà nel gruppo per diversi anni. La canzone “Se rimani con me”, il primo pezzo scritto da Battisti, non essendo questi all'epoca ancora iscritto alla SIAE come trascrittore, venne firmato – dietro richiesta dello stesso Battisti – anche da Paolo Ordanini.
Nel 1977 I Campioni si sciolgono e ciascuno dei componenti prende la sua strada.
Ordanini sceglie di dedicarsi all'attività di piano bar nei più noti locali milanesi fino a quando, nel 1982, decide di interrompere l'attività di musicista.
Un'attività che lo aveva portato, fra l'altro, a suonare come session man con i più importanti gruppi e orchestre che hanno accompagnato, in fase di incisione, i big della musica leggera italiana (Mina, Johnny Dorelli, Betty Curtis tanto per citare qualche nome), nonché ad essere per lungo tempo vibrafonista nell'orchestra Rai di Mario Migliardi.
Inoltre ha avuto l'onore (è lui stesso a usare questo termine) di accompagnare occasionalmente al pianoforte musicisti del calibro di Chet Baker, Zoot Sims, Gato Barbieri, Art Blakey, di passaggio a Milano nel corso delle loro tournée.